# Avia BH-21

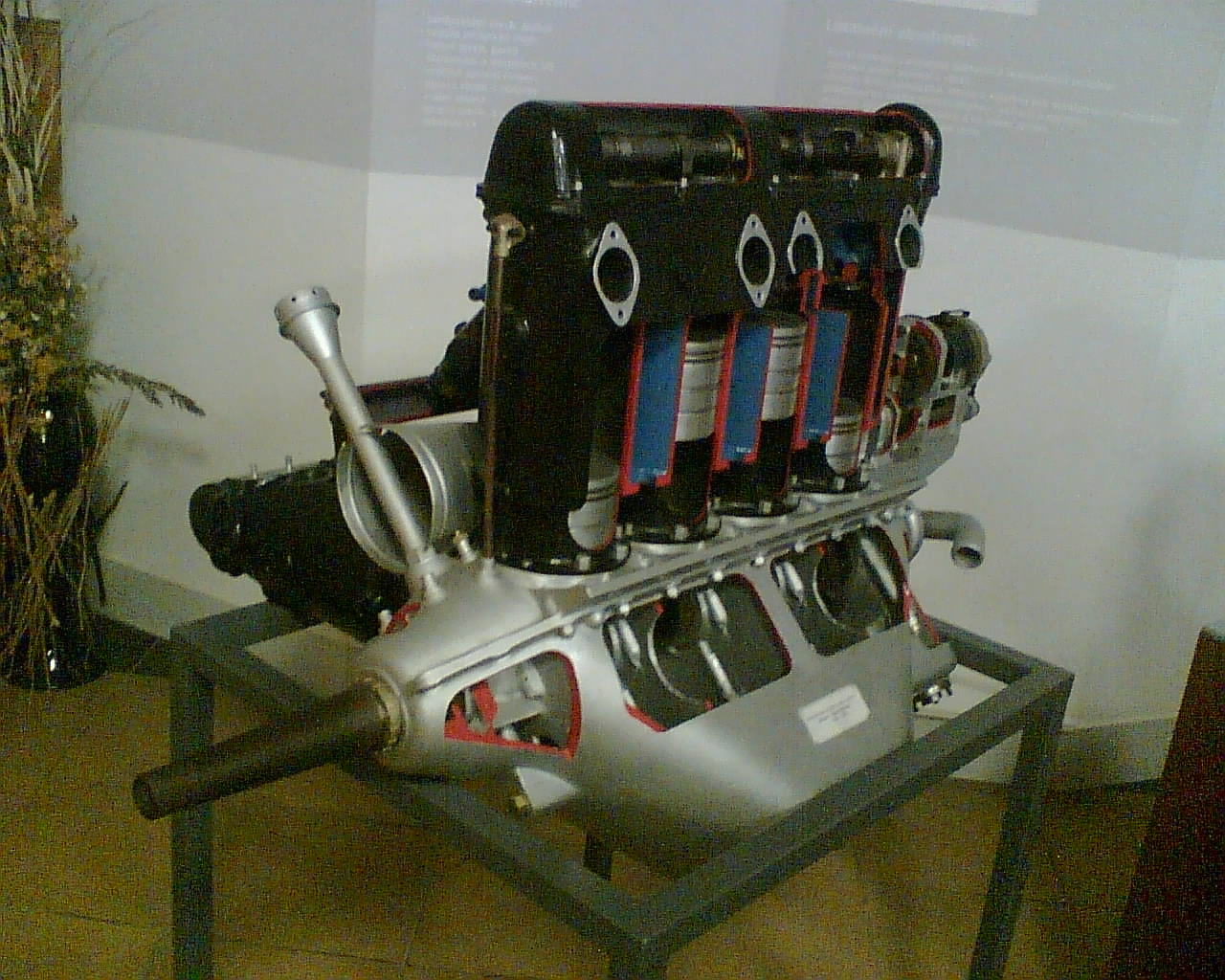
Řez motorem Škoda HS 8Fb

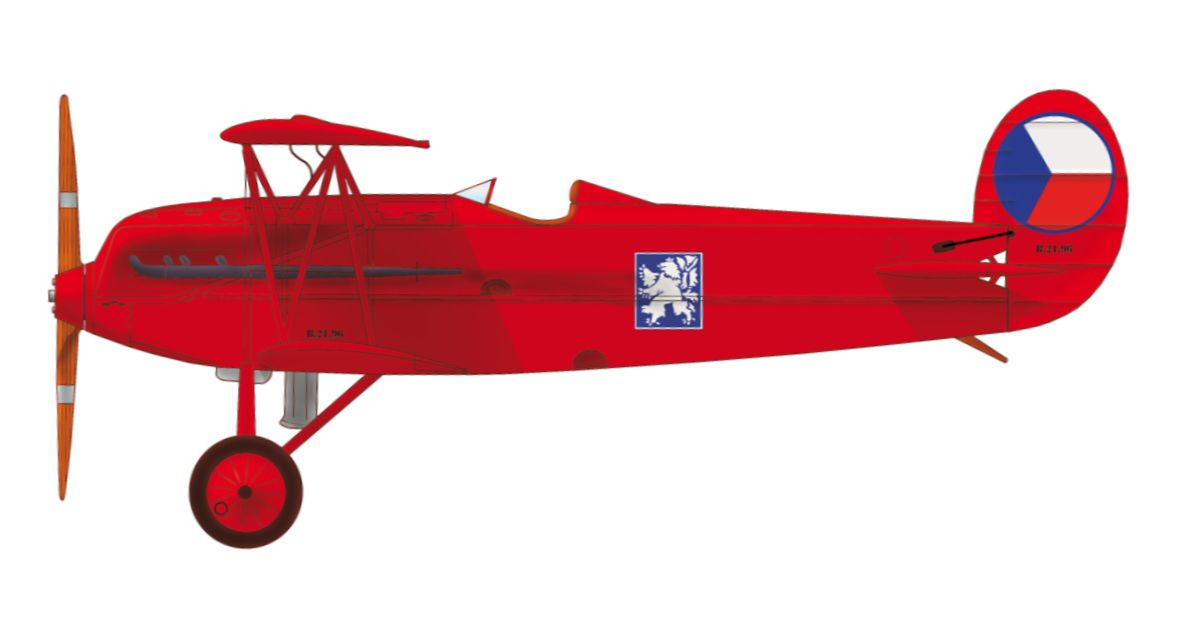
Avia B.21.96, přezdívaná „Rudý ďábel“, na níž při leteckém dnu v Karlových Varech 8. června 1930 zahynul jeden z československých "králů vzduchu" škpt. František Malkovský

Avia B-21 byl československý celodřevěný dvouplošný stíhací letoun vyráběný v továrně Avia a velmi úspěšný stíhací letoun meziválečné československé výroby. Byl zaveden i v belgickém vojenském letectvu, kde jej stavěli v licenci v letech 1927-28. Stalo se tak na základě vítězství Karla Fritsche v mezinárodní soutěži stíhacích letounů v Bruselu na jaře roku 1926. Firma SABCA v Bruselu vyprodukovala 39 strojů a SEGA v Gosseliesu 5 kusů.

## Vznik a vývoj
Konstruktéři Beneš a Hajn dospěli koncem listopadu 1924 k rozhodnutí podrobit svoji koncepci dvouplošníků BH-17, BH-18 a jednoplošníku BH-19 důkladné revizi a počali pracovat na novém typu BH-21, který měl představovat kvalitativní skok v jejich konstrukční práci. První prototyp B-21 zalétal tovární pilot Avie Karel Fritsch na počátku roku 1925 a již 7. ledna byl předán 32. letce 1. leteckého pluku k vyzkoušení. Téhož roku začala výroba 66 kusové první série a do 24. září 1925 byla dodána vojenské správě. 36 letounů obdržel 1. letecký pluk v Praze, 18 kusů 3. letecký pluk, 2. letecký pluk 3 stroje, po jedné B-21 VLÚS ke zkouškám a 8 letounů převzalo letecké učiliště v Chebu. Výroba ovšem zastavena nebyla, neboť MNO objednalo 12. října 1925 druhou sérii v počtu 25 Avií B-21. Následné objednávky na třetí a čtvrtou sérii daly Československému letectvu celkem 137 těchto letounů, přičemž Avia vyrobila celkem 139 těchto letounů. Poslední byl objednán až v roce 1928.
Pro armádu bylo deset neozbrojených strojů pod označením Bš-21 dodáno jako školní ještě roku 1934, které sloužily až do roku 1938 v leteckém učilišti v Prostějově. Letouny měly vynikající letové vlastnosti a byly velmi bezpečné. S jejich příchodem k leteckým jednotkám čs. vojenského letectva byla běžně zavedena letecká akrobacie vojenských stíhačů jako každodenní součást jejich výcviku.
V září roku 1925 se konal rychlostní závod o "cenu prezidenta republiky", kterého se zúčastnil také tovární pilot Avie Karel Fritsch se speciálně upraveným strojem Avia BH-21R. Stroj měl zmenšené rozpětí i hloubku křídel, zcela jiný úhel nastavení i vnitřní konstrukci nosných ploch. Překomprimovaný motor Škoda dával výkon 294 kW a poháněl kovovou vrtuli Reed-Levasseur. V závodě dosažené výkony 300,59 km/h na trati 200 km a 301,33 km/h na trati 100 km zajistily Avii vítězství i nový národní rekord. V kategorii se zatížením do 250 kg zvítězil ve stejném závodě s upraveným standardním sériovým letounem BH-21 dr. Zdeněk Lhota.
Stíhací letoun BH-21 však zůstane spjat především se jmény slavných pilotů-akrobatů, škpt. Františka Malkovského a kpt. Ivana Bazileviče Kňažikovského. Tento stroj se však stal oběma osudným. Na velkém leteckém dnu v Karlových Varech (8. června 1930) to byl Malkovský, který nevybral vývrtku a dopadl na zem. Nedlouho poté se v říjnu 1930 ve vzduchu odtrhla přetížená křídla Kňažikovskému, dopadl do kasáren v Praze-Kbelích, částečně na kuchyň a pavilon. Na místě dopadu byl těžce zraněn jeden voják. Oba při těchto leteckých nehodách v troskách letounů zahynuli.

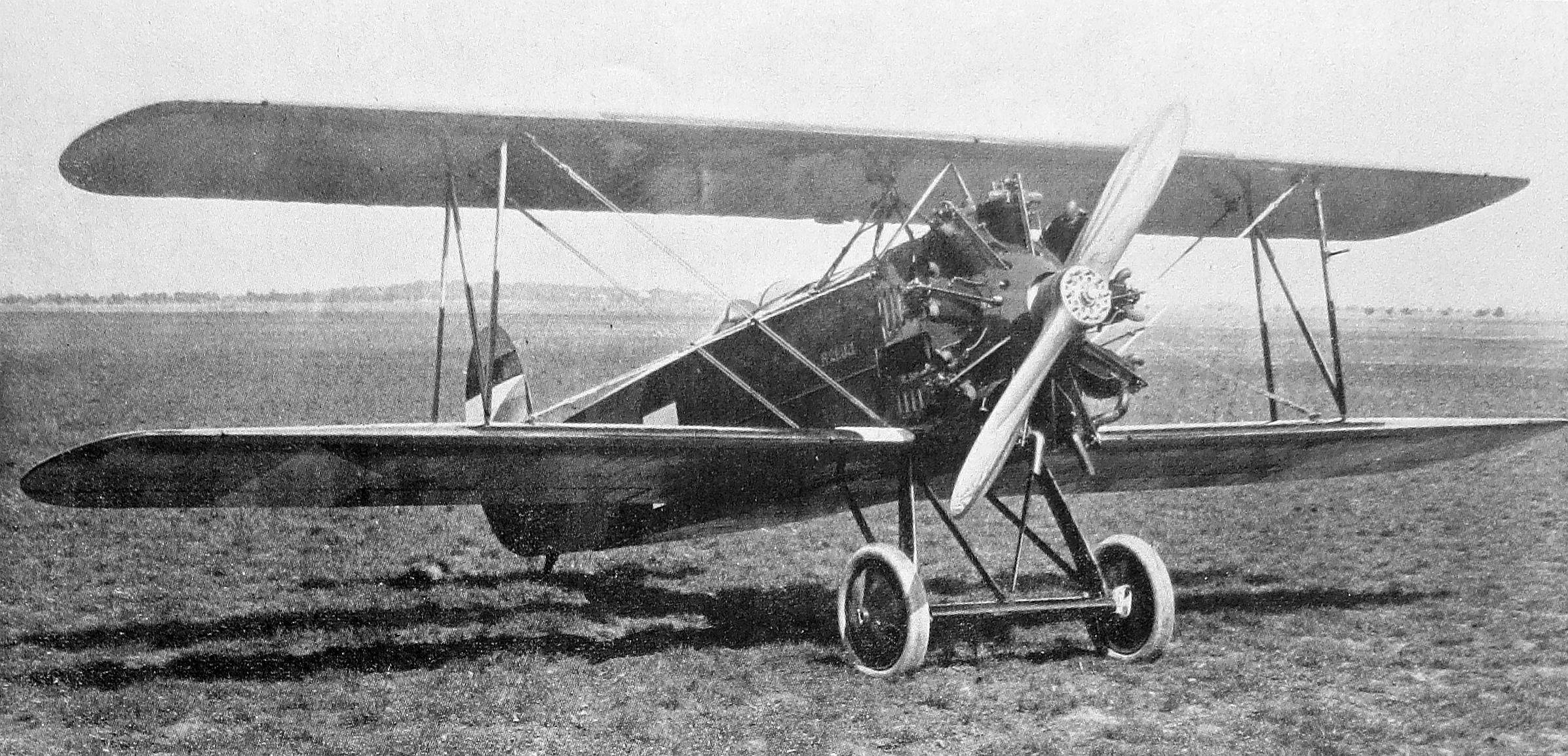
Avia BH-21J s motorem Jupiter IV (1926)

Zástavbou hvězdicového devítiválce Walter Jupiter IV o nominálním výkonu 308 kW (420 k) vznikl v roce 1926 prototyp Avia BH-21J. Přestože měl nový motor o téměř 100 kW větší výkon oproti původním, max. rychlost vzrostla minimálně (na 250 km/h), výrazně se ovšem zlepšila stoupavost. Potvrdilo se, že letadlo nelze zlepšit jen montáží výkonnějšího motoru. Současně s tím musí být provedena rekonstrukce draku a změněno aerodynamické tvarování křídel, aby se výkon motoru dal zplna využít. Tyto práce však byly provedeny až na následníku BH-21 na stíhacím letounu Avia BH-33 (1928), vybaveném licenčním motorem Walter Jupiter VI o nominálním výkonu 330 kW (450 k).

## Varianty
- Avia BH-21 (vojenské označení B-21)
- Avia Bš-21 (akrobatická verze)
- Avia BH-21R (závodní verze s překomprimovaným motorem o výkonu 294 kW/400 k)
- Avia BH-21J (s motorem Walter Jupiter IV)

## Specifikace (BH-21)

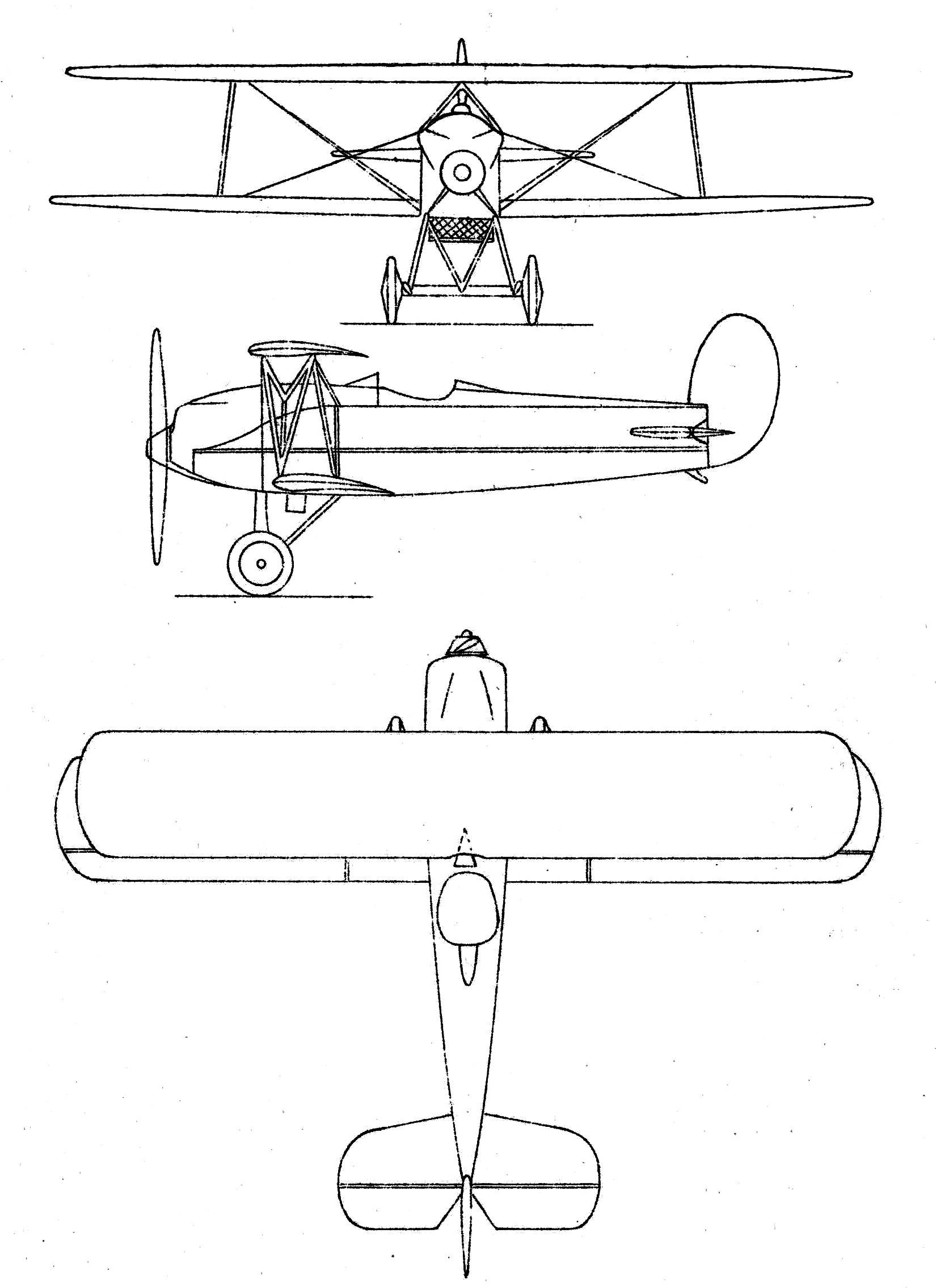
Třípohledový nákres BH-21

Údaje dle 

### Technické údaje
- Posádka: 1 (pilot)
- Rozpětí: 8,90 m
  - Rozpětí horního křídla: 8,50 m
- Délka: 6,87 m
- Výška: 2,74 m
- Nosná plocha: 21,96 m²
- Plošné zatížení: 49 kg/m²
- Prázdná hmotnost: 764 kg
- Max. vzletová hmotnost: 1085 kg, 1188 kg (BH-21J)
- Pohonná jednotka: 1 × vidlicový osmiválec chlazený vodou Škoda HS-300 (licence HS 8Fb)
- Výkon pohonné jednotky: 310 k (228 kW) při 1850 ot/min.

### Výkony
- Maximální rychlost:
  - 245 km/h ve výšce 3000 m
  - 230 km/h u země (250 km/h BH-21J)
- Cestovní rychlost: 218 km/h (230 km/h BH-21J)
- Minimální rychlost: 90 km/h
- Dolet: 550 km
- Dostup: 7700 m
- Vytrvalost: 2 h
- Stoupavost: 9 m/s,
  - do 3000 m: 7 minut
  - do 5000 m: 13 minut (10,5 min. BH-21J)

### Výzbroj
- 2 × synchronizovaný kulomet Vickers ráže 7,7 mm